# Štarvický stavák
Štarvický stavák, též chocholatý stavák, je plemeno holuba domácího pocházející z Německa. Je to středně velký holub se statnou, avšak štíhlou postavou, velkým hruškovitým voletem a delšíma nohama. Tělesnými tvary se velice podobá českému stavákovi, je však trochu větší a jeho hlavu zdobí lasturovitá chocholka s postranními růžicemi. V seznamu plemen EE se řadí do plemenné skupiny voláčů a je zapsán pod číslem 0320. Chová se především v Německu a v Polsku.
Štarvický stavák je holub střední velikosti, celková délka těla by se měla pohybovat kolem 42 cm. Přední partie těla, před nohama ptáka, tvoří 3/5 z celkové délky. Hlava je podlouhlá a zaoblená, se slabším a delším zobákem. Ten bývá většinou světlý, jen u modrých, modrých kapratých a běloušů červených, červeně plavých a modrých je tmavý. Ozobí je jen slabě vyvinuté. Oči jsou čistě perlové, pouze holubi v sedlaté kresbě mají oční duhovku tmavou. V záhlaví vyrůstá široká a plná lasturovitá chocholka, která je zakončená postranními růžicemi. Krk má štarvický stavák dlouhý, vole je velké, hruškovitého tvaru: Směrem k hlavě se rozšiřuje, ve své dolní části je mírně podvázané. Nahoře vyklenutí volete pokračuje až na šíji ptáka. Křídla jsou normální délky, ocas spíše delší, nohy jsou středně dlouhé, červeně zbarvené, s neopeřenými běháky či prsty.
Opeření štarvického staváka je hladké a přiléhající. Na rozdíl od českého staváka se u tohoto plemene neklade takový důraz na barvu peří, a také počet barevných a kresebných rázů je mnohem nižší. Chová se v barvě bílé a v celobarevné černé, šedohnědé, červené a žluté barvě, v kresbě bezpruhé, pruhové i kapraté v modré, stříbřité, červeně a žluté řadě a dále jako bělouš, bělohrotý ráz s bílými letkami a v sedlaté kresbě ve výše zmíněných barvách.
Štarvický stavák je temperamentní pták, který let přerušuje tzv. stavěním: Nejprve silně zatleská křídly a pak nad zády přiloží křídla kolmo k sobě a chvilku padá k zemi.